# Valea Bradului, Argeș
Valea Bradului este un sat în comuna Mihăești din județul Argeș, Muntenia, România.